# Clotaire II
Clotaire II (ou Chlotar, Clothar, Chlotochar ou Hlothar) dit « le Jeune », né en mai 584 et mort le 18 octobre 629, est roi de Neustrie de 584 à 613 et roi des Francs de 613 à 629, après la conquête du royaume d'Austrasie et du royaume de Bourgogne.
Sa victoire de 613 sur la reine Brunehaut met fin à la longue période de guerres entre rois francs, commencée en 570, et dont deux protagonistes ont été les parents de Clotaire, Chilpéric Ier et Frédégonde.

## Contexte historique

### Les territoires francs auVIesiècle
Le règne de Clotaire II se situe dans le cadre territorial et politique issu du partage du royaume franc effectué en 561 à la mort de Clotaire, fils de Clovis et grand-père de Clotaire II.
À la mort de Clovis, en 511, la Gaule est divisée en quatre royaumes de taille équivalente, avec pour capitales Reims, Soissons, Paris et Orléans ; les quatre fils de Clovis héritant chacun d'un royaume. Dans les années 550, Clotaire, dernier survivant des quatre frères, reconstitue l'unité du royaume franc, augmenté du territoire burgonde, conquis entretemps.
En 561, les quatre fils de Clotaire effectuent un partage analogue à celui de 511 : Sigebert à Reims, Chilpéric à Soissons, Caribert Ier à Paris, Gontran à Orléans, ce dernier royaume incluant maintenant le territoire burgonde. Très vite, Sigebert déplace sa capitale de Reims à Metz ; Gontran déplace la sienne d'Orléans à Chalon.
À la mort de Caribert en 567, sa part est partagée entre les trois survivants : en particulier, Sigebert (Metz) reçoit Paris et Chilpéric (Soissons), Rouen.
C'est à cette époque, vers la fin du VIe siècle, qu'apparaissent les deux nouvelles dénominations d'Austrasie pour le royaume de Metz et de Neustrie pour le royaume de Soissons et ses dépendances.

### La faide royale et les ambitions de Frédégonde
Dans les années 560, Sigebert et Chilpéric épousent deux sœurs, filles du roi wisigoth d'Espagne Athanagild : les princesses Brunehaut et Galswinthe. Mais Chilpéric est attaché à une concubine : Frédégonde, et assez rapidement, Galswinthe réclame d'être renvoyée à Tolède. Vers 570, elle est assassinée, et les soupçons se portent sur Chilpéric, qui aurait volontiers répudié Galswinthe, mais ne voulait pas qu'elle emporte sa dot. Puis il fait officiellement de Frédégonde une reine des Francs.
En l'absence de père, mort depuis quelques années, c'est Brunehaut qui devient responsable des représailles contre Chilpéric. Celui-ci accepte d'abord de payer une composition (wergeld), puis se lance dans une série d'opérations militaires contre Sigebert. C'est le début de ce qu'on appelle la « faide royale », qui ne prendra fin qu'en 613.
Les principaux épisodes sont, jusqu'à l'assassinat de Chilpéric en 584 : l'assassinat de Sigebert (575) ; l'emprisonnement de Brunehaut, puis son remariage avec un fils de Chilpéric ; le retour de Brunehaut auprès de son fils Childebert II, successeur de Sigebert.
Par ailleurs, Frédégonde s'efforce d'assurer sa position, assez fragile étant donné qu'elle est d'origine servile, en éliminant les fils que Chilpéric a eus de sa première épouse Audovère : Mérovée et Clovis. Ses propres enfants, cependant, meurent très jeunes dans des conditions qu'elle juge suspectes.
Lorsque Frédégonde a un fils au printemps 584, il est le futur successeur de Chilpéric, mais à condition de vivre assez longtemps.

### Sources
Les principales sources d'époque sont les chroniques de Frédégaire et de Grégoire de Tours. Mais il faut savoir que leurs auteurs sont de parti pris, Grégoire étant même un acteur des conflits de l'époque.
L'Histoire des Francs de Grégoire de Tours, de la fin du VIe siècle, s'arrête vers 592. Elle est favorable à la reine Brunehaut et à Sigebert, et extrêmement hostile à Chilpéric et à Frédégonde.
La Chronique de Frédégaire, du VIIe siècle, commençant en 584, est en revanche hostile à Brunehaut.

## Biographie

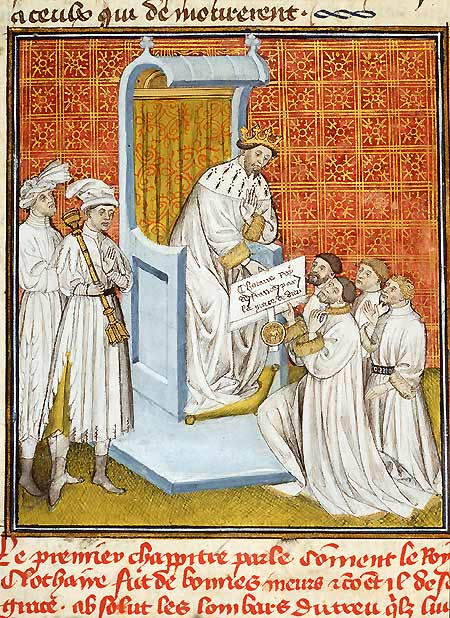
Clotaire II traitant avec les Lombards (miniature des Grandes chroniques de France ; manuscrit 512 de la bibliothèque municipale de Toulouse,).

### Naissance (mai 584)
Le nouveau-né ne reçoit pas de nom à sa naissance ; ceci dans le but de ne pas propager d'inquiétude liée à la symbolique du nom mérovingien. Voulant choisir un parrain en fonction de l'évolution des troubles qui agitent le royaume des Francs, son père ne le fait pas baptiser immédiatement.
Chilpéric et Frédégonde ont aussi le souci de protéger leur enfant, étant donné que ses prédécesseurs morts jeunes ont peut-être été victimes d'assassinats.
Il est élevé en secret dans la villa royale de Vitry-en-Artois.

### Mort de Chilpéric (septembre 584) et ses conséquences
En septembre 584, Chilpéric Ier est assassiné près de sa villa de Chelles, peut-être sur ordre de sa femme Frédégonde ou de la reine d'Austrasie Brunehaut, après une partie de chasse. Cet événement produit un désordre général.

#### Désordres dans le royaume
Les grands de Neustrie pillent les trésors de Chilpéric, notamment son missorium d'or et s'emparent de tous les documents importants, et partent se réfugier en Austrasie.
La princesse Rigonde, en chemin vers l'Espagne en vue d'épouser le prince Recarède, est attaquée à Toulouse par le duc Didier, lié à la conspiration de Gondovald, qui lui vole tout ce qui reste de sa dot, de sorte qu'elle est obligée de renoncer à son mariage.
Des guerres éclatent entre des cités rivales, ainsi Orléans et Blois se dressent contre Chartres et Châteaudun.

#### Rapprochement de Frédégonde avec Gontran
La reine Frédégonde réussit à conserver ses trésors personnels et quelques officiers, comme Ansoald et Audon, alors que d'autres l'abandonnent, comme le chambrier Eberulf. Elle fait emmener son fils de Vitry à Paris et envoie un message à Gontran, roi de Bourgogne, pour qu'il accepte d'adopter l'enfant et d'exercer la régence jusqu'à sa majorité.
Childebert II, qui se trouvait vers Meaux au moment du meurtre de Chilpéric, se déplace à Melun[réf. nécessaire], envisageant de prendre Paris, mais Gontran le devance. Des pourparlers s'engagent entre Childebert II et Brunehaut d'une part, Gontran d'autre part : mais Gontran refuse qu'ils entrent dans la ville. Il refuse également de leur livrer Frédégonde, que Brunehaut réclame, en invoquant le régicide de Sigebert Ier, des princes Mérovée et Clovis et même de Chilpéric Ier.

#### Assemblée de Neustrie et reconnaissance de Clotaire
Gontran convoque ensuite une assemblée des Grands de Neustrie, au cours de laquelle l'enfant de Frédégonde est reconnu comme fils de Chilpéric Ier, bien que des doutes sur sa paternité aient été évoqués,. Ils décident de lui donner le nom de Clotaire, nom du grand-père du nouveau-né. Celui-ci est alors adopté par Gontran.

### Gouvernement de Gontran (584 – 587[12])

#### Reprise en main du royaume de Neustrie
Ansoald est chargé de reprendre le contrôle des villes neustriennes délaissées depuis la mort du roi. Elles font alors serment de fidélité à Gontran et à Clotaire. Gontran tente de remettre de l'ordre dans les affaires de Neustrie : contre l'avis de Frédégonde et peut-être pour montrer son autorité, il redonne son siège épiscopal de Rouen à Prétextat et démet de ses fonctions Melaine qui le remplaçait.
L'évêque Promotus de Châteaudun, dont le diocèse avait été rétrogradé en paroisse à la suite du concile de Paris en 573 pour avoir été nommé à ce poste au mépris des lois canoniques, réclame sa restitution après avoir été exilé à la mort de Sigebert Ier. Il ne récupère que ses biens personnels.
Quelque temps après, réapparaît la menace austrasienne.
Deux envoyés de Brunehaut, le duc Gararic et le chambrier Eberon, réussissent à faire passer Limoges, Tours et Poitiers sous influence austrasienne, avec l'aide des évêques Grégoire de Tours et Venance Fortunat. Gontran envoie des troupes récupérer les cités perdues, qui sont toutes reprises et retournent dans ses États.
Frédégonde est envoyée dans la villa de Vaudreuil, dans le diocèse de Rouen, où elle est sous la surveillance de l'évêque Prétextat.

#### Baptême de Clotaire
Durant l'été 585, Gontran revient à Paris pour être le parrain de Clotaire ; il fait jurer à Frédégonde, trois évêques et trois cents aristocrates de Neustrie, que Clotaire II est bien fils de Chilpéric Ier. Mais le baptême est annulé. Il est prévu de réunir un concile à Troyes, mais les Austrasiens refusent d'y participer si Gontran ne déshérite pas Clotaire. Le concile est donc déplacé à Mâcon (en Bourgogne) et a lieu le 23 octobre 585.

### Rétablissement de Frédégonde et conflit avec Gontran (587 – 592)

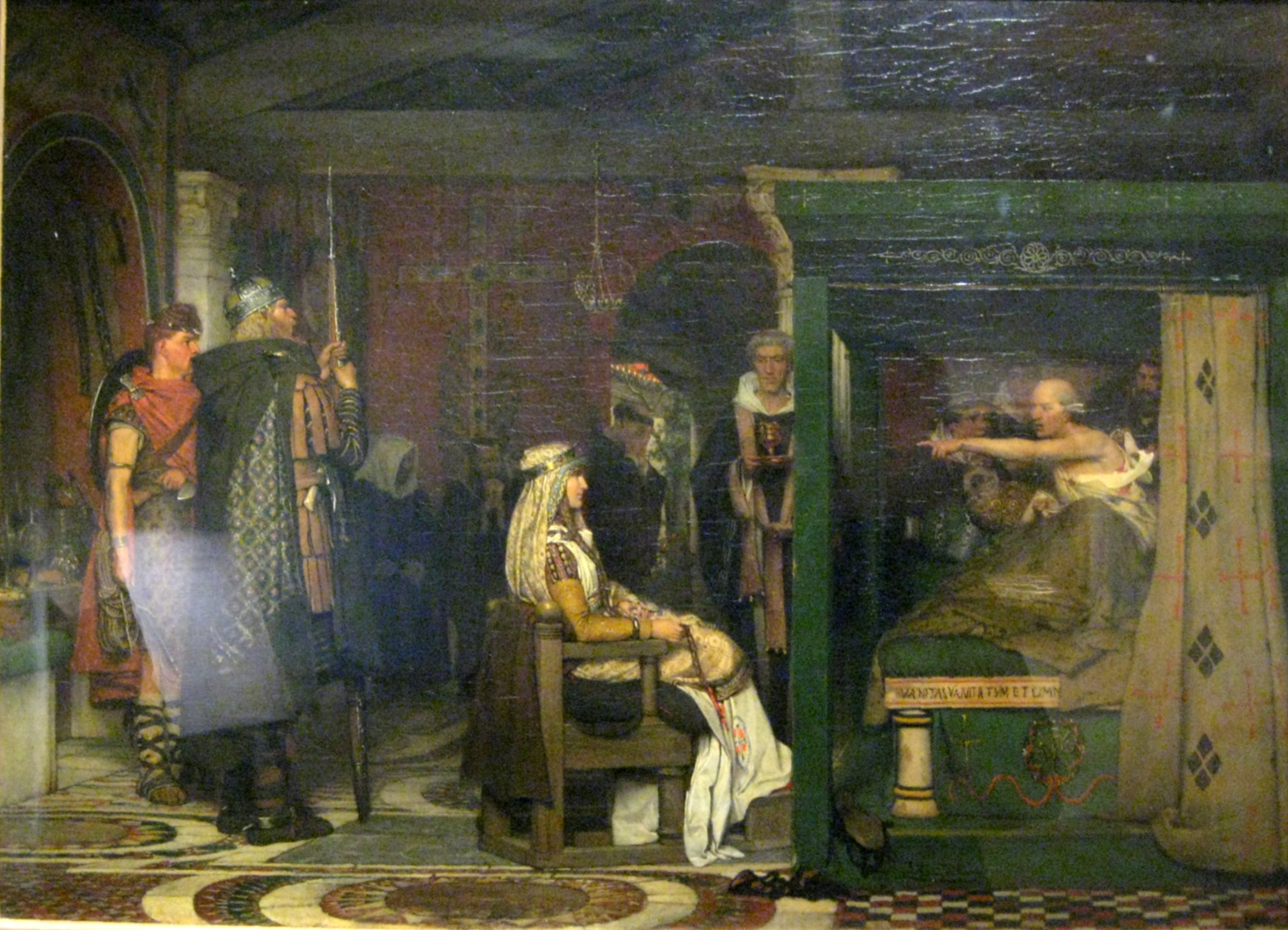
Frédégonde visite Prétextat sur son lit de mort par Lawrence Alma-Tadema.

Alors que Gontran tente de s'emparer de la Septimanie wisigothique, Frédégonde tente d'échapper à la surveillance de l'évêque Prétextat pour fuir Rouen. Durant une messe dominicale, Prétextat est poignardé. Comme il ne meurt pas tout de suite, Frédégonde va se recueillir auprès de lui et lui demande s'il a besoin de ses médecins. L'évêque l'accuse ouvertement d'être à l'origine de ce meurtre et de celui des autres rois et il jette une malédiction sur elle. Il meurt peu après.
La reine utilise alors sa liberté pour rallier à son fils et à elle le plus possible de nobles et d'évêques. Elle réinstalle Melaine à Rouen malgré l'interdiction de Gontran.
Gontran s'efforce alors d'affaiblir Frédégonde en débauchant une partie de l'aristocratie, afin d'au moins conserver les terres neustriennes qu'il a accaparées entre Loire et Seine grâce au ralliement du duc Beppolène. En 587, il réussit à reprendre les villes d'Angers, Saintes et Nantes.
Frédégonde propose alors de négocier la paix et envoie à Gontran des ambassadeurs, en réalité chargés de le tuer. Mais ils sont arrêtés et Gontran rompt ses relations avec la Neustrie, se rapprochant alors de Brunehaut et de Childebert II, avec lesquels il conclut le pacte d'Andelot : à la mort d'un des deux rois, l'autre héritera de son royaume. C'est effectivement ce qui survient en 592 : Gontran meurt et Childebert devient roi d'Austrasie et de Bourgogne.

### Relations avec l'Austrasie et la Bourgogne (592 – 613)
L'union Austrasie-Bourgogne ne dure que jusqu'en 595 ; à la mort de Childebert II, l'Austrasie est attribuée à son fils Thibert (ou Théodebert) et la Bourgogne à son fils Thierry (ou Théodoric) ; Brunehaut est toujours présente, mais son pouvoir et son rôle de régente ne sont pas toujours acceptés, et les deux frères sont loin d'être toujours en accord.

#### Avec Frédégonde (592 – 597)
En 593, même s'il ne s'agit que d'une présence symbolique car il n'a que neuf ans, Clotaire II apparaît à la tête de ses armées qui mettent en déroute le duc austrasien Wintrio qui cherche à envahir la Neustrie. En 596, il ravage les environs de Paris.
La reine Frédégonde meurt en 597, laissant Clotaire gouverner désormais seul.

#### Défaite de Dormelles (600) et ses conséquences
Vers 600, Thierry II et Thibert II s'allient contre lui et le battent à la bataille de Dormelles, près de Montereau ; il doit alors signer un traité qui réduit son royaume aux régions de Beauvais, Amiens et Rouen, le reste étant réparti entre les deux frères.
En 604, une première tentative de reconquête de son royaume se solde par un échec. Son fils Mérovée, qu'il a eu de sa première épouse, est fait prisonnier par Thierry II à la bataille d’Étampes et est assassiné sur ordre de Brunehaut. Clotaire change alors de stratégie et se rapproche de Thierry ; en 607, il devient le parrain d'un des fils de ce dernier, qui reçoit le nom de Mérovée.
Vers la même époque, Thierry, repoussant après l'avoir sollicitée la princesse wisigothe Ermenberge, fille du roi Wittéric, se brouille avec ce dernier. Wittéric entre alors en relations avec Clotaire II en vue d'une alliance, ainsi qu'avec Thibert II et Agilulf, roi des Lombards. Cette coalition contre Thierry II ne paraît pas avoir été suivie d'effets importants.

#### Guerre entre l'Austrasie et la Bourgogne (610 – 612)
En 610, commence une véritable guerre entre Thibert et Thierry. Thibert est d'abord vainqueur en 610 ; c'est alors Thierry II qui se rapproche de Clotaire, promettant de lui rendre le Nord de la Neustrie qu'avait reçu Thibert en 600. Le nouveau roi wisigoth Gundomar se joint à la coalition contre Thierry. Thibert est écrasé en 612, lors des batailles de Toul, puis de Tolbiac près de Cologne. Il le fait exécuter ainsi que ses enfants, réunissant de nouveau l'Austrasie à la Bourgogne.

#### Guerre entre Clotaire et l'union Austrasie-Bourgogne (613)

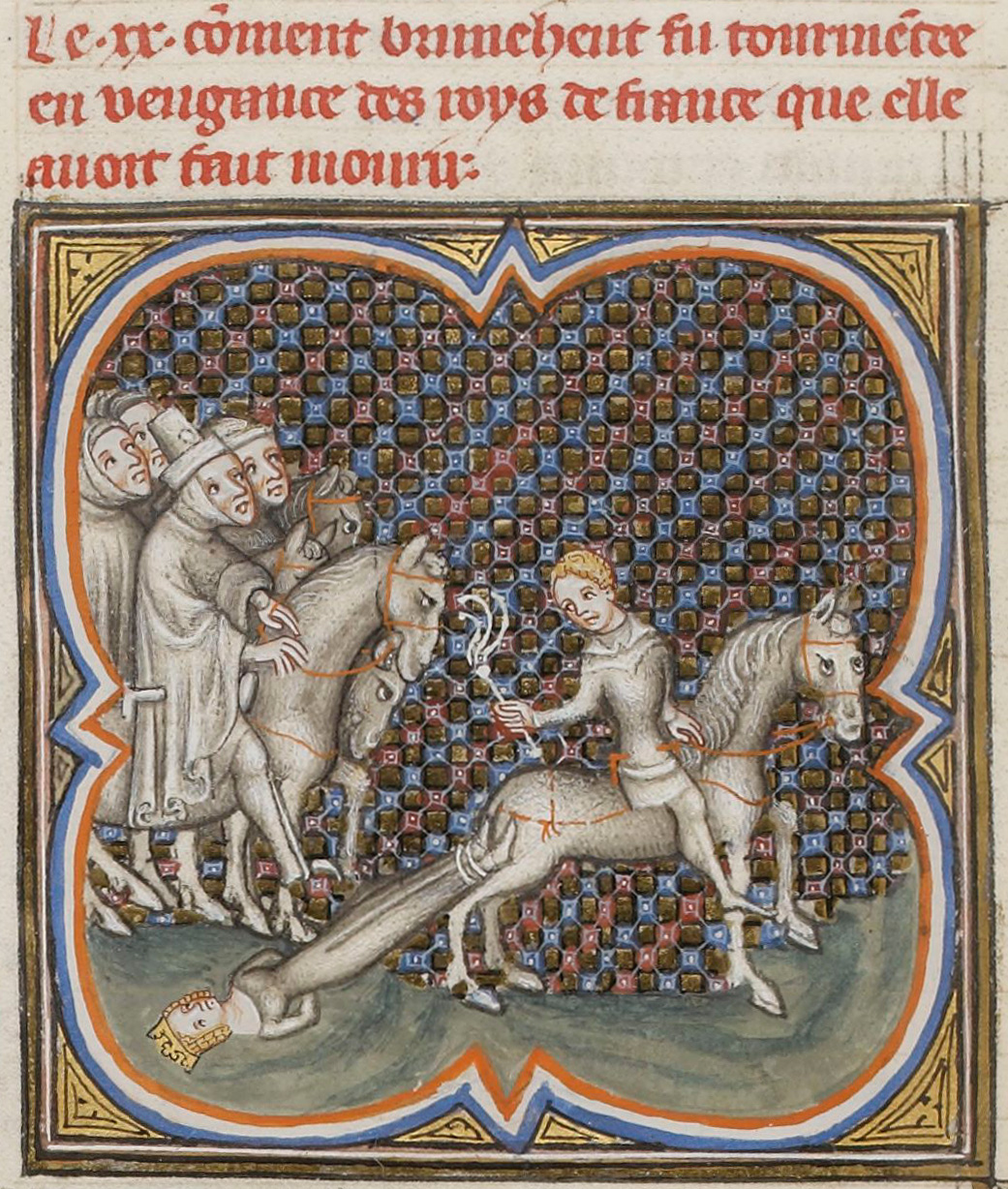
Mise à mort de la reine Brunehaut.
Enluminure des Grandes Chroniques de France de, vers 1375 – 1380.
Paris, BnF, département des manuscrits, ms. Français 2 813,.

Comme convenu, Thierry rend à Clotaire le Nord de la Neustrie[réf. nécessaire], puis organise une invasion de la Neustrie. Mais il meurt de dysenterie à Metz en 613. Ses troupes se dispersent immédiatement, et Brunehaut place sur le trône d'Austrasie son arrière-petit-fils Sigebert II.
N'acceptant pas la tutelle de Brunehaut, les nobles austrasiens font appel à Clotaire II, qui envahit l'Austrasie ; Brunehaut et les fils de Thierry lui sont livrés. Les enfants sont exécutés à l'exception de Mérovée, son filleul, et peut-être de Childebert qui aurait pris la fuite.
Brunehaut, accusée d'avoir fait assassiner dix rois, est jugée et reconnue coupable. Elle subit un châtiment extrêmement dur : suppliciée trois jours puis exécutée en étant attachée à l'arrière d'un cheval indompté.

### Clotaire seul roi des Francs (613 – 629)
Clotaire établit sa résidence à Paris et dans les villas des alentours.

#### Mairies du palais
Un aspect important de la nouvelle configuration est le maintien dans chacun des trois royaumes d'une administration spécifique avec à sa tête un maire du palais. Le maire du palais est à l'origine le majordomus, serviteur du roi chargé de la vie matérielle du palais. Durant la période de la faide royale, la fonction a pris de l'importance et leurs titulaires, membres de la haute aristocratie, ont joué un rôle politique important. C'est en particulier le cas de Warnachaire, maire du palais de Bourgogne en 613, un des responsables de la livraison de Brunehaut, qui occupe le poste jusqu'à sa mort en 626. L'épouse de Warnachaire, Berthe, est d'ailleurs peut-être une fille de Clotaire.

#### Édit de 614
En 614, Clotaire II réunit une assemblée des évêques et des Grands dont les résultats apparaissent dans un édit daté du 18 octobre 614. L'article 11 indique qu'il s'agit de rétablir « la paix et la discipline dans notre royaume » et de « réprimer les révoltes et insolences des méchants » ; l'édit concerne l'ensemble des trois royaumes et pas seulement celui de Neustrie. Il vise les abus de pouvoir commis par certains fonctionnaires, en particulier le non-respect de certaines immunités accordées par Chilpéric. L'article 12 est considéré comme notable : il établit que les fonctionnaires ne peuvent pas être nommés hors de leur région d'origine.

#### Dagobert, roi d'Austrasie (623)
En 623, Dagobert Ier, fils de Clotaire II, est « associé au royaume » et établi « roi sur les Austrasiens ». Il est alors envoyé à Metz, où les deux personnalités sont l'évêque Arnoul et le maire du palais nouvellement nommé Pépin de Landen. En même temps, Clotaire opère un changement territorial en attribuant la région de Reims à la Neustrie. Mais Dagobert, devenu un véritable Austrasien, obtiendra en 626 le retour de Reims à son royaume.

#### Comportement deClotaireIIentre barbarie et christianisme
Clotaire II ne constitue pas une exception dans la lignée des Mérovingiens par ses mœurs barbares et sa pratique de la vendetta familiale. Toutefois, il fut un des rares Mérovingiens à ne pas être polygame. Il resta fidèle à Bertrude jusqu'à son décès en 618 puis se remaria à Sichilde[réf. nécessaire]. Respectueux de l'Église et ses représentants qu'il préférait avoir pour alliés, il est probable qu'il s'efforçait de se composer une image de roi pieux, inspiré par la sainteté de son oncle Gontran qui l'avait protégé et lui avait permis l'accession au trône et dont il faut remarquer qu'en ces temps troublés il soit mort non pas assassiné mais de vieillesse.

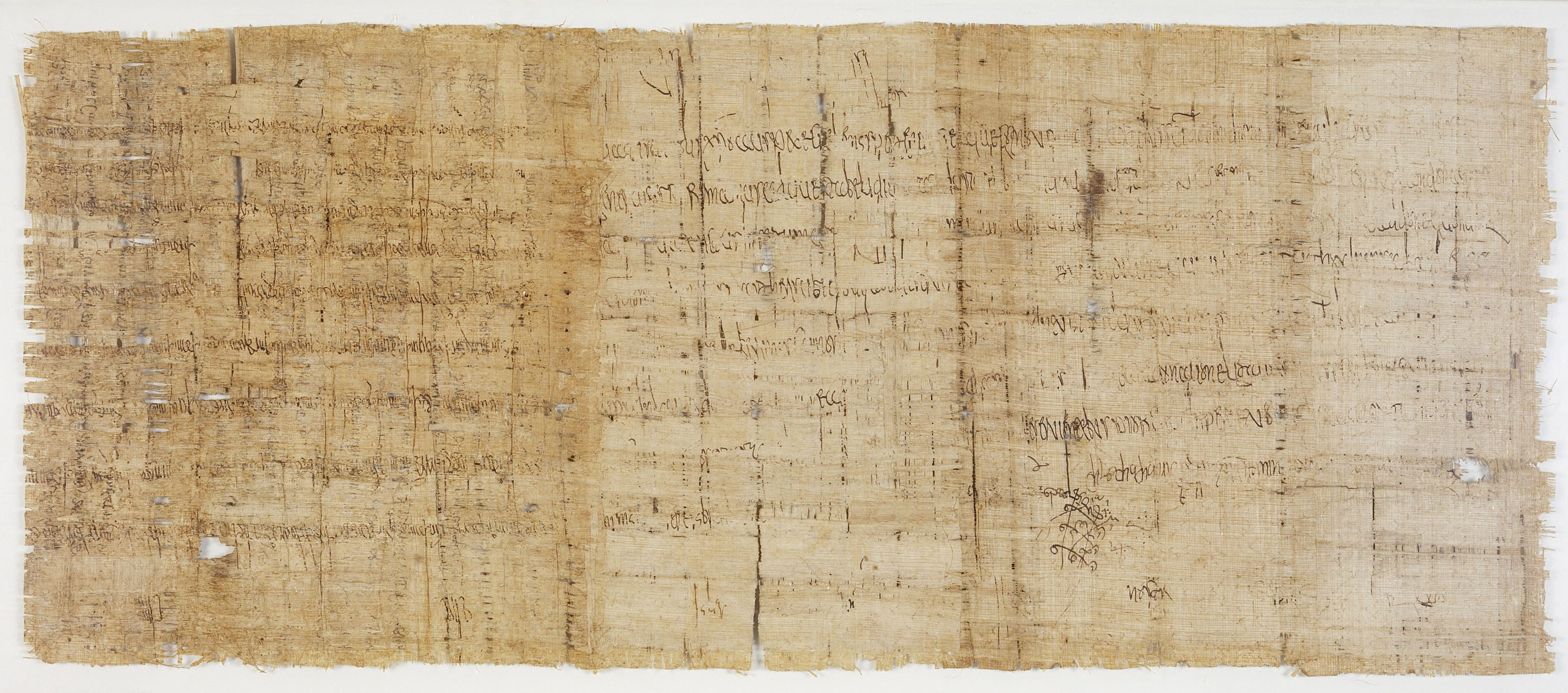
Confirmation de Clotaire II, Archives nationales AE/II/1.

En 617, il reconduit le traité d'amitié qui liait les rois francs aux rois lombards.

#### Mort de Clotaire et avènement de Dagobert

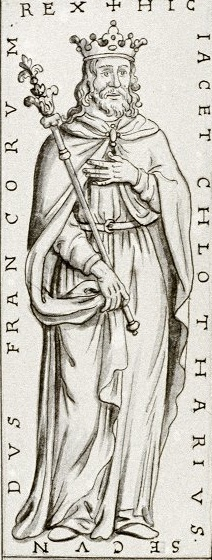
Sépulture de Clotaire II.

Clotaire meurt le 18 octobre 629 à l'âge de 45 ans, et est inhumé, comme son père, dans la basilique Saint-Vincent de Paris, intégrée par la suite à l'abbaye Saint-Germain-des-Prés. Probablement refait au XIe ou au XIIe siècle, son tombeau, connu par deux représentations du gisant très probablement en creux, fut détruit dans la nuit du 27 au 28 mars 1791. Un fragment supposé appartenir au torse de son gisant est conservé au musée Carnavalet.
L'aristocratie neustrienne choisit pour roi Caribert, demi-frère de Dagobert. Celui-ci, appuyé par les Austrasiens, s'impose assez facilement en Bourgogne, puis en Neustrie. Caribert est doté d'un royaume constitué de territoires aquitains.

## Mariages et descendance
Il épouse en premières noces Haldetrude, qui donne naissance à :
- Mérovée, qui est envoyé avec Landéric, maire de palais de Neustrie, pour combattre le bourguignon Berthoald à Arele en 604, mais les deux sont tués au cours de la bataille ;
- Emma, mariée en 618 à Eadbald, roi de Kent.

En secondes noces, il épouse Bertrude, citée en 613 et en 618, fille probable de Richomer, patrice des Burgondes, et de Gertrude d'Hamage. Elle a au moins :
- Dagobert Ier, roi des Francs.

et peut-être :
- un fils mort jeune vers 617 ;
- Berthe, épouse de Warnachaire, maire du palais de Bourgogne[37].

En 618, il se marie avec Sichilde, sœur de Gomatrude, qui épousera Dagobert Ier, roi des Francs, et probablement de Brodulfe (ou Brunulfe), qui soutiendra Caribert II. Sichilde était auparavant sa concubine et avait déjà donné naissance à :
- Caribert II, roi d'Aquitaine.

### Sources d'époque
- Grégoire de Tours, Histoire des Francs [détail des éditions].
- Frédégaire (trad. O. Devilliers et J. Meyers, ill. O. Devilliers et J. Meyers), Chronique des temps mérovingiens (Livre IV et Continuations, Turnhout, Brepols, 2001 (ISBN 2-503-51151-1).
- Frédégaire (trad. François Guizot et Romain Fougère), Chroniques du temps du Roi Dagobert (592-639), Clermont-Ferrand, Paleo, coll. « Sources de l'histoire de France », 2007, 169 p. (ISBN 978-2-913944-38-1 et 2-913944-38-8).

### Études contemporaines

#### Ouvrages généraux
- Noëlle Deflou-Leca, Alain Dubreucq (dir.), Sociétés en Europe mi VIe -fin IXe siècle, Atlande, coll. Clefs Concours, 2003 (fiches biographiques : « Chilpéric », « Frédégonde », « Brunehaut »), 575 p.,  (ISBN 9782912232397).
- Stéphane Lebecq, Les Origines franques, Points/Seuil, 1990, p. 117-119 (1re partie, chap. 5 : « La faide royale (561-603) ») et p. 122-130 (deuxième partie, chapitre 1 : « Clotaire II et Dagobert (613-639) ».
- Christian Settipani, La Préhistoire des Capétiens (Nouvelle Histoire généalogique de l'auguste maison de France, vol. 1), Villeneuve-d'Ascq, éd. Patrick van Kerrebrouck, 1993, 545 p. (ISBN 978-2-95015-093-6), p. 92-100.
- Jean-Charles Volkmann, Bien connaître les généalogies des rois de France, Éditions Gisserot, 1999, 127 p. (ISBN 978-2-87747-208-1).

#### SurClotaireII
- Ivan Gobry, Clotaire II père de Dagobert Ier 584-629, Paris, Pygmalion, coll. « Histoire des rois de France », 2012, 245 p. (ISBN 978-2-756-40825-5).